# Владиславовский сельский совет
Владиславовский сельский совет (укр. Владиславівська сільська рада, крымскотат. Oy Quyu köy şurası) — административно-территориальная единица в Кировском районе в составе АР Крым Украины (фактически до 2014 года; ранее до 1991 года — в составе Крымской области УССР в СССР, до 1954 года — в составе Крымской области РСФСР в СССР, до 1945 года — в составе Крымской АССР РСФСР в СССР). Население по переписи 2001 года — 3527 человек. Территория сельсовета находится на востоке района в степном Крыму, у границы с территориями Феодосийского горсовета и Ленинского района.
К 2014 году сельский совет состоял из 2-х населённых пунктов:
- Владиславовка
- Узловое.

## История
Владиславовский сельсовет был образован в начале 1920-х годов в составе Владиславовского района Феодосийского уезда. Декретом ВЦИК от 4 сентября 1924 года «Об упразднении некоторых районов Автономной Крымской С. С. Р.» Владиславовский район в октябре 1924 года был преобразован в Феодосийский и совет включили в его состав. По результатам всесоюзной переписи 17 декабря 1926 года Владиславовский сельский совет включал 14 населённых пунктов с населением 1196 человек.
Также в состав совета входили 5 железнодорожных будок с общим населением 38 человек и 5 железнодорожных казарм — 40 жителей. Постановлением ВЦИК «О реорганизации сети районов Крымской АССР» от 30 октября 1930 года из Феодосийского района был выделен (воссоздан) Старо-Крымский район (по другим сведениям 15 сентября 1931 года) и совет включили в его состав, а, с образованием в 1935 году Кировского — в состав нового района. С 25 июня 1946 года Владиславовский сельсовет в составе Крымской области РСФСР, а 26 апреля 1954 года Крымская область была передана из состава РСФСР в состав УССР. На 15 июня 1960 года сельсовет существовал уже в современном составе:
- Владиславовка
- Узловое.

Указом Президиума Верховного Совета УССР «Об укрупнении сельских районов Крымской области», от 30 декабря 1962 года Кировский район был упразднён и совет присоединили к Ленинскому. 1 января 1965 года, указом Президиума ВС УССР «О внесении изменений в административное районирование УССР — по Крымской области», вновь включили в состав Кировского. С 12 февраля 1991 года сельсовет в восстановленной Крымской АССР, 26 февраля 1992 года переименованной в Автономную Республику Крым. С 21 марта 2014 года в составе Крыма аннексирован Россией. Законом «Об установлении границ муниципальных образований и статусе муниципальных образований в Республике Крым» от 4 июня 2014 года территория административной единицы была объявлена муниципальным образованием со статусом сельского поселения.
С 2014 года после аннексии Крыма Российской Федерацией в рамках российского административного деления Республики Крым село Узловое было отнесено к городскому округу Феодосия, а Владиславовка включена во Владиславовское сельское поселение.